# Estados Unidos nos Jogos Pan-Americanos de 2019
Os Estados Unidos competiram nos Jogos Pan-Americanos de 2019 em Lima, Peru, de 26 de julho a 11 de agosto de 2019.
Os Estados Unidos tradicionalmente enviam suas equipes B ou C na maioria dos esportes. No basquetebol, a equipe masculina foi constituída por jogadores unversitários sub-20, que foram destroçados pela equipe argentina profissional na semifinal, porém conquistou o bronze contra a República Dominicana.
A equipe do revezamento medley misto originalmente ganhou a medalha de ouro, porém foi desclassificada por duas pernadas ilegais no nado de peito. A USA Swimming verbalizou sua discordância da decisão, porém não foi possível apelar.
A equipe norte-americana liderou o quadro de medalhas com 122 ouros e 293 medalhas totais, seu melhor desempenho no século XXI.

## Atletas
Abaixo está a lista do número de atletas (por gênero) participando dos jogos por esporte/disciplina.
| Esporte               | Masculino | Feminino | Total |
| --------------------- | --------- | -------- | ----- |
| Badminton             | 4         | 4        | 8     |
| Basquetebol           | 16        | 16       | 32    |
| Boliche               | 2         | 2        | 4     |
| Boxe                  | 6         | 5        | 11    |
| Canoagem              | 9         | 8        | 17    |
| Caratê                | 4         | 5        | 9     |
| Ciclismo              | 9         | 7        | 16    |
| Esgrima               | 9         | 9        | 18    |
| Esqui aquático        | 3         | 3        | 6     |
| Golfe                 | 2         | 2        | 4     |
| Handebol              | 14        | 14       | 28    |
| Hipismo               | 4         | 8        | 12    |
| Hóquei sobre a grama  | 16        | 16       | 32    |
| Judô                  | 6         | 6        | 12    |
| Levantamento de peso  | 4         | 6        | 10    |
| Lutas                 | 12        | 5        | 17    |
| Natação artística     | —         | 9        | 9     |
| Patinação sobre rodas | 3         | 2        | 5     |
| Pelota basca          | 5         | 0        | 5     |
| Pentatlo moderno      | 2         | 3        | 5     |
| Polo aquático         | 11        | 11       | 22    |
| Raquetebol            | 3         | 2        | 5     |
| Remo                  | 13        | 7        | 20    |
| Rugby sevens          | 12        | 12       | 24    |
| Saltos ornamentais    | 4         | 4        | 8     |
| Softbol               | 15        | 15       | 30    |
| Squash                | 3         | 3        | 6     |
| Surfe                 | 4         | 4        | 8     |
| Taekwondo             | 7         | 6        | 13    |
| Tênis                 | 3         | 3        | 6     |
| Tênis de mesa         | 3         | 3        | 6     |
| Tiro com arco         | 4         | 4        | 8     |
| Tiro esportivo        | 11        | 11       | 22    |
| Triatlo               | 3         | 3        | 6     |
| Vela                  | 10        | 7        | 17    |
| Voleibol              | 14        | 14       | 28    |
| Total                 | 250       | 239      | 489   |